# Margaret Hawksworth
Margaret Hawksworth (* 6. Juni 1915; † 24. Juni 2008 in Masterton, geborene Margaret Southam) war eine neuseeländische Badmintonspielerin. Phil Hawksworth, ebenfalls ein erfolgreicher Badmintonspieler, war ihr Ehemann.

## Karriere
Margaret Hawksworth war eine der Pionierinnen des Badmintons in Neuseeland. 1937, 1938, 1939 und 1947 gewann sie bei den nationalen Meisterschaften jeweils im Doppel sowie im Mixed (hierbei mit ihrem Ehemann Phil Hawksworth). 1948 und 1949 siegte sie erneut im Doppel. 

## Sportliche Erfolge
| Saison | Veranstaltung                     | Disziplin   | Platz | Name                                  |
| ------ | --------------------------------- | ----------- | ----- | ------------------------------------- |
| 1937   | Neuseeland: Einzelmeisterschaften | Damendoppel | 1     | Margaret Hawksworth / Mavis Kerr      |
| 1937   | Neuseeland: Einzelmeisterschaften | Mixed       | 1     | Phil Hawksworth / Margaret Hawksworth |
| 1938   | Neuseeland: Einzelmeisterschaften | Mixed       | 1     | Phil Hawksworth / Margaret Hawksworth |
| 1938   | Neuseeland: Einzelmeisterschaften | Damendoppel | 1     | Margaret Hawksworth / Mavis L. Kerr   |
| 1939   | Neuseeland: Einzelmeisterschaften | Damendoppel | 1     | Margaret Hawksworth / Mavis L. Kerr   |
| 1939   | Neuseeland: Einzelmeisterschaften | Mixed       | 1     | Phil Hawksworth / Margaret Hawksworth |
| 1947   | Neuseeland: Einzelmeisterschaften | Damendoppel | 1     | Margaret Hawksworth / Mavis L. Kerr   |
| 1947   | Neuseeland: Einzelmeisterschaften | Mixed       | 1     | Phil Hawksworth / Margaret Hawksworth |
| 1948   | Neuseeland: Einzelmeisterschaften | Damendoppel | 1     | Margaret Hawksworth / Mavis L. Kerr   |
| 1949   | Neuseeland: Einzelmeisterschaften | Damendoppel | 1     | Margaret Hawksworth / Mavis L. Kerr   |